# Jarro de Valdegamas
El Jarro de Valdegamas es una vasija datada hacia el siglo VI a. C.. Su hallazgo en la península ibérica supone el que fuera usada por el pueblo tartésico, nombre por el que los griegos conocían a la civilización del Mediterráneo Occidental, en el triángulo formado por las actuales provincias de Huelva, Sevilla y Cádiz, heredera de la cultura megalítica meridional ibérica. Por sus características, se especula que este enócoe se elaboró en algún taller etrusco y llegó a Tartessos en algún intercambio comercial.
Esta pieza está expuesta en el Museo Arqueológico Nacional de España, en Madrid.

## Hallazgo e influencias
Se desconoce la fecha exacta del hallazgo del Jarro de Valdegamas, datado hacia finales del siglo VI a. C. Lo que sí se sabe es que fue encontrada en la finca de Valdegamas, en el municipio de Don Benito, en la provincia de Badajoz, en la que entonces sería la propiedad de Manuel Donoso-Cortés y García de Paredes. La pieza surgió mientras se araba la tierra, y estuvo a la intemperie durante un tiempo ya que se pensaba que era una pieza de barro común, hasta que Manuel Donoso la limpia y descubre que se trataba de una pieza de bronce, depositándola así, en una pequeña colección privada de objetos antiguos contigua a su biblioteca. Manuel Donoso Cortés quiso que el jarro fuese conocido y objeto de estudios, de hecho, la pieza fue mostrada públicamente, estando aún en el museo de la casa, durante una celebración en 1953 con motivo del homenaje al centenario de la muerte del primer marqués de Valdegamas, donde asistieron importantes personalidades como el ministro de Educación Nacional. La pieza pasa finalmente a ser propiedad del Museo Arqueológico de Madrid en 1984, tras haber pasado una larga temporada custodiada en el museo privado de Manuel Donoso Cortés.
El jarro de Valdegamas ha sido relacionado con bronces encontrados en el centro de Italia, lo que ha dado pie a que algunos investigadores crean que podría tratarse de una pieza elaborada en algún taller etrusco y traída a España mediante algún intercambio comercial

## Características
El jarro de Valdegamas posee una boca trilobulada. En el borde del asa superior encontramos lo que sería una cabeza de mujer que se correspondería con una divinidad femenina conocida como Potnia Theron o Señora de los Animales, que, a su vez, se encuentra flanqueada por leones, asociada al mundo oriental.
Formaría parte de un conjunto de piezas, entre ellas, braseros que se utilizaban en los banquetes y en los rituales de libación con carácter funerario. Por lo que se cree que es una pieza ligada a lo sagrado-religioso.
A nivel técnico destaca su fundición a la cera perdida por entero, imitando prototipos orientales con influencia etrusca. 
Se ha señalado que estas piezas tartésicas podrían estar vinculadas con el mundo egipcio por la presencia de elementos hathóricos, presenten en los braserillos y jarras. Estas piezas formaban parte de un ritual funerario, consistía en un ritual en el que se vertía algún líquido, lo que aumenta más aún, las posibilidades de vinculación con la diosa Hathor en la cultura en egipcia ya que el vino tenía una gran importancia en el ritual del culto hathórico en Egipto.
Las representaciones de la diosa Hathor en el mundo tartésico, así como su vinculación a un ritual funerario en el que se efectuaban liberaciones de vino, nos atestiguan esa asimilación de la diosa Hathor por el mundo indígena.
Aunque se trata de una especie de pieza de una vajilla metálica, conviene formular una advertencia conceptual respecto a esta, ya que su uso primordial quizás no fue la de servir comida y bebida en la mesa, sino que estuvo más vinculada a rituales y ceremonias religiosas, por lo que posiblemente su propósito sería distinto al del servicio de los comensales.
Estos objetos tenían una gran proximidad con las tumbas, normalmente los jarros y braseros que aparecen en las sepulturas. Se cree que se trataba de objetos de lujo, con producciones muy restringidas y exclusivas, por lo que circularían dentro de un escenario de carácter aristocrático, donde estos objetos venían a representar el rango de sus posesores, teniendo fuertes vinculaciones económicas y sociales.